# Horrocks (kráter)

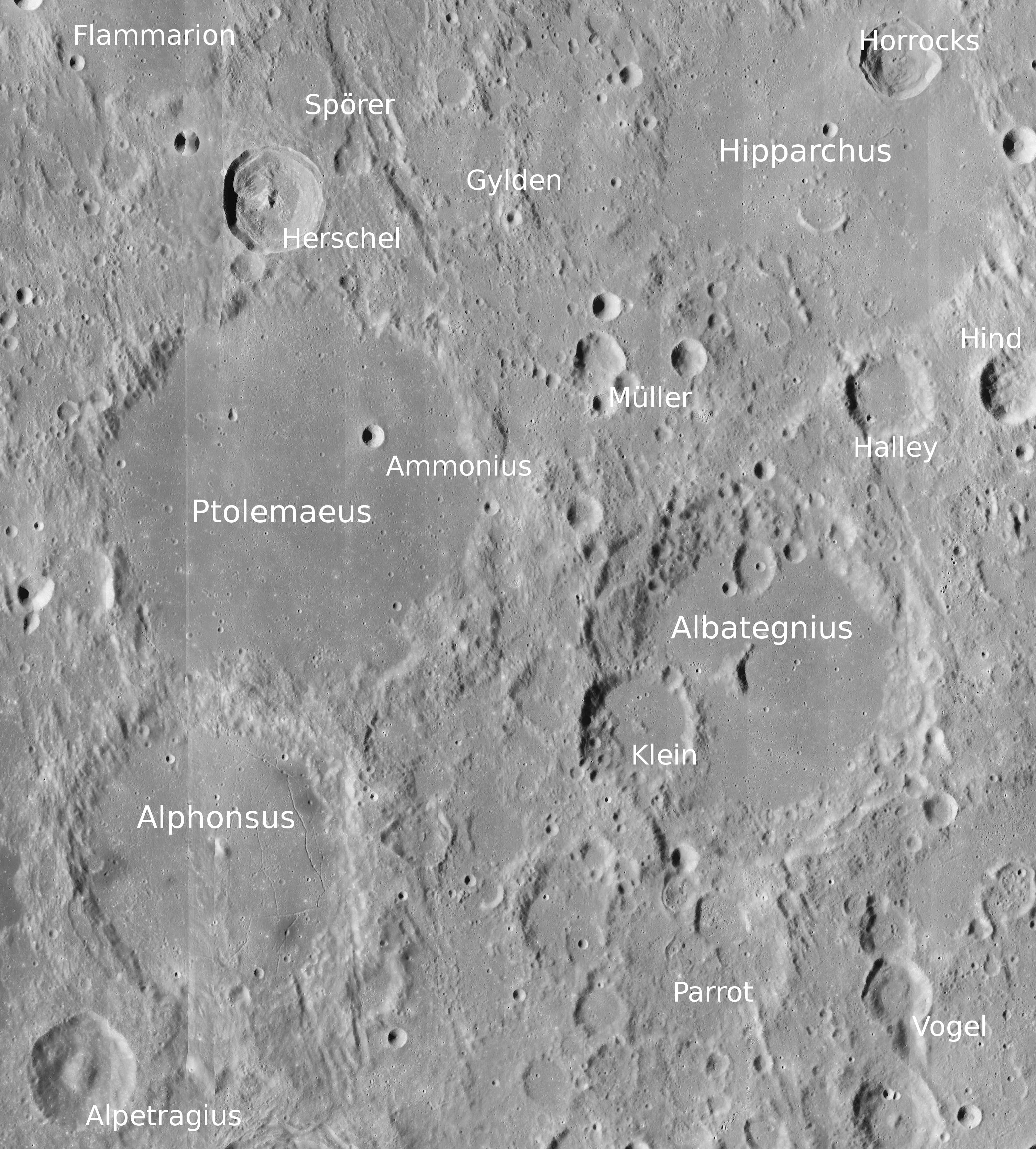
Poloha kráteru Horrocks.

Horrocks je výrazný impaktní kráter nacházející se uvnitř valové roviny Hipparchus poblíž nultého poledníku na přivrácené straně Měsíce. Má průměr 30 km. Okrajový val je polygonálního (mnohoúhelníkového) tvaru a ve východní části je mírně vyboulený.
Severovýchodně lze nalézt menší kráter Pickering, východně Saunder. Jižně od něj leží dvojice kráterů Halley a Hind.

## Název
Pojmenován je podle anglického astronoma Jeremiaha Horrockse.

## Satelitní krátery
V okolí se nachází několik dalších kráterů. Ty byly označeny podle zavedených zvyklostí jménem hlavního kráteru a velkým písmenem abecedy.
| Horrocks | Sel. šířka | Sel. délka | Průměr |
| -------- | ---------- | ---------- | ------ |
| M        | 4,0° J     | 7,6° V     | 5 km   |
| U        | 3,2° J     | 4,8° V     | 4 km   |